# Vital Soares
Vital Henrique Batista Soares (ur. 13 listopada 1874 w Valençi, zm. 19 kwietnia 1933 w Salvadorze) – brazylijski prawnik i polityk.
Soares, pełniący w latach 1928-1930 funkcję gubernatora rodzinnego stanu Bahia, został wybrany wiceprezydentem u boku Júlia Prestesa 1 marca 1930.
Zarówno prezydent elekt Prestes, jak i wiceprezydent elekt Soares nie objęli urzędu z powodu zamachu stanu w październiku 1930, który obalił odchodzącego prezydenta Washingtona Luisa i wyniósł do władzy Getúlio Vargasa, tym samym uniemożliwiając ich inaugurację.
Zarówno Prestes jak i Soares są mimo to wymieniani na oficjalnych listach prezydentów i wiceprezydentów, choć nigdy nie objęli urzędu.